# Michael Pakenham Edgeworth
Pour les articles homonymes, voir Edgeworth.
Michael Pakenham Edgeworth, né à Edgeworthstown dans le comté de Longford en Irlande le 24 mai 1812 et mort sur l'île d'Eigg en Écosse le 30 juillet 1881, est un botaniste et photographe irlandais.

## Biographie
Michael Pakenham Edgeworth est le plus jeune fils de l'écrivain et inventeur Richard Lovell Edgeworth et de sa quatrième épouse, Frances Anne Beaufort.
Edgeworth sert dans l’administration coloniale britannique en Inde de 1831 à 1881, il est commissaire au peuplement du Pendjab en 1850. Il récolte des plantes à Aden, à Ceylan et en Inde. Le genre Edgeworthia lui a été dédié. Il est membre de la Société linnéenne de Londres.
Il expérimente à partir de 1839 des procédés photographiques dans le domaine de la botanique, comme le daguerréotype ainsi que le procédé du « dessin photogénique » (photogenic drawings) mis au point par William Henry Fox Talbot,. Il réalise un calotype de sa demi-soeur, la romancière Maria Edgeworth en 1846.

## Publications
- « On aponogeton, and the allied genera »,  London Journal of botany, vol. 3, 1844, p. 402-407.
- « Descriptions of some unpublished species of plants from North-Western India », Transactions of Linnean Society, vol. 20, 1845, p. 23-91, avec 1 planche gravée par E. S. Weddell d'après un dessin d'Edgeworth.
- Descriptions of Some Unpublished Species of Plants from North-Western India, R.Taylor, 1851.
- « Report on the statistics of Banda » , Journal of the Asiatic Society, 1851, vol. XIX, 1851.
- « Catalogue of Plants found in the Banda district, 1847–49 », Journal of the Asiatic Society, vol. XXI, 1852, p. 60-68.
- « Florula of Banda », Linnean Society's Journal. Botany, vol. IX, 1866.
- Pollen, Londres, Hardwicke & Bogue, 1877, 92 f., XXIV f. d'illustrations (Lire en ligne).

Edgeworth a tenu un journal qui couvre la période allant de 1828 (quelques années avant son départ pour l'Inde) à 1867, conservé à la Bodleian Library d'Oxford ; ce journal a fait l'objet d'une publication en ligne.